# Ctenophthalmus rostigayevi
Ctenophthalmus rostigayevi är en loppart som beskrevs av Peus 1977. Ctenophthalmus rostigayevi ingår i släktet Ctenophthalmus och familjen mullvadsloppor. Inga underarter finns listade i Catalogue of Life.